# Niszczyciele typu Daring (1949)
Niszczyciele typu Daring – typ jedenastu brytyjskich niszczycieli opracowanych po II wojnie światowej dla Royal Navy i Royal Australian Navy. Okręty weszły do służby w latach 50. i znajdowały się w niej do lat 70. XX wieku.
Był to ostatni typ brytyjskich niszczycieli, którego podstawowe uzbrojenie stanowiła broń artyleryjska. Okręty były wykorzystywane podczas konfrontacji indonezyjsko-malezyjskiej i wojny wietnamskiej.
Dwa okręty (HMS „Diana” i HMS „Decoy”) po wycofaniu z Royal Navy zostały sprzedane do Peru, gdzie pełniły służbę do 1993 i 2007 roku.

## Okręty
- Wielka Brytania
  - HMS "Dainty"
  - HMS "Daring"
  - HMS "Decoy" (sprzedany do Peru jako "Ferré")
  - HMS "Defender"
  - HMS "Delight"
  - HMS "Diamond"
  - HMS "Diana" (sprzedany do Peru jako "Palacios")
  - HMS "Duchess"
- Australia
  - HMAS "Vampire"
  - HMAS "Vendetta"
  - HMAS "Voyager"